# Moshe Safdie

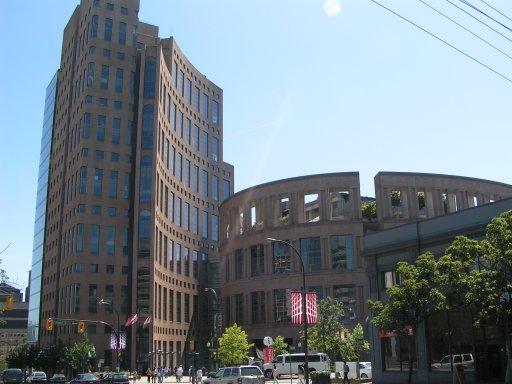
Thư viện thành phố Vancouver

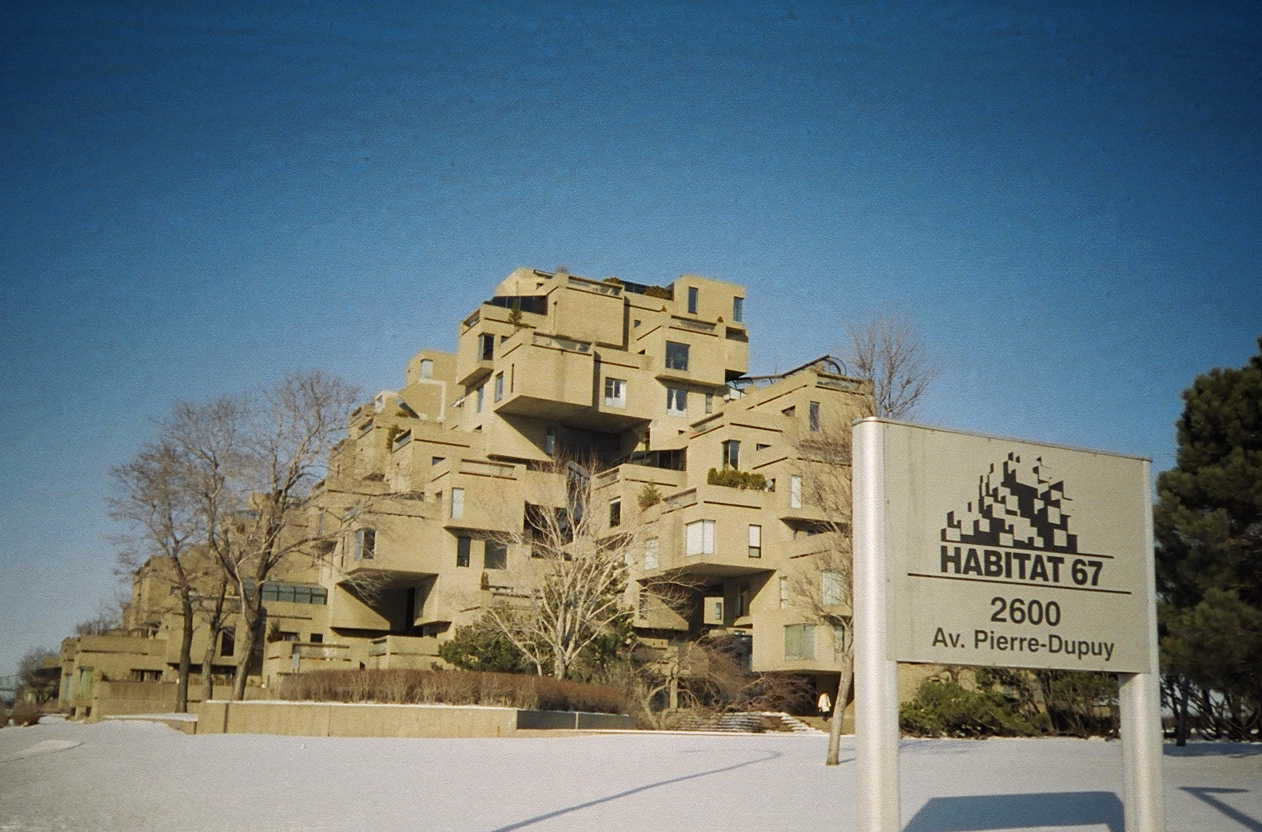
Habitat 67 cạnh bờ sông Saint-Laurent, Montréal, Canada. Công trình có dạng hình kim tự tháp, có xuất xứ từ những ý tưởng không tưởng của nhóm Archigram. Mỗi cái hộp nhô ra là một căn hộ

Moshe Safdie (14 tháng 7 năm 1938 -) là một kiến trúc sư và nhà quy hoạch đô thị, tiến sĩ luật học. Ông sinh ra tại thị trấn Haifa, thuộc phần bảo trợ của Anh, nay là Israel. Ông cùng gia đình mình di cư tới Montréal khi còn nhỏ.
Ông là một sinh viên xuất sắc tại Đại học McGill và là một học trò tài năng của Louis Kahn ở Đại học Philadelphia. Luận văn thạc sĩ của ông được lựa chọn để xây dựng một phần triển lãm quốc tế Expo '67. Công trình Habital 67, một khu chung cư gồm nhiều block nhà được chồng lên nhau tựa như một trò chơi xếp hình đã tạo cho ông một danh tiếng toàn cầu. Công trình này thể hiện xu hướng siêu cấu trúc (megastructure) của thời kì đó. Năm 1967, ông trở lại Israel, tham dự vào nhóm thiết kế khôi phục khu thành cổ Jerusalem.
Từ năm 1976, Moshe Safdie trở thành giáo sư tại Đại học Harvard và thành lập hãng thiết kế Moshe Safdie và cộng sự tại Somerville, Massachusetts. Hãng cũng có trụ sở tại Toronto và Jerusalem. Năm 1986, ông được tặng thưởng Huân chương Canada (Order of Canada).
Moshe Safdie tự nhận mình không thuộc bất cứ trường phái kiến trúc riêng biệt nào. Ông chỉ trích sự khô cứng của kiến trúc Hiện đại cũng như sự thừa thãi của kiến trúc Hậu Hiện đại.

## Công trình thiết kế
- Habitat 67 tại Triển lãm thế giới Expo '67, Montréal, Québec
- Coldspring New Town, Baltimore, Maryland
- Nhà Trưng bày Quốc gia, Ottawa, Ontario
- Quy hoạch chung thành phố Modi'in, Israel
- Tòa Thị chính cũ, Ottawa, Ontario
- Một số công trình, bao gồm nhà bảo tàng tại thành phố Yad Vashem, Jerusalem, Israel
- Thư viện Vancouver, Vancouver, British Columbia
- Nhánh chính của thư viện công cộng Thành phố Salt Lake
- Nhà chờ của ga số 3, sân bay quốc tế Ben Gurion, Israel
- Sân bay Changi Airport, Singapore
- Khách sạn Marina Bay, Singapore